# Chromathérapie

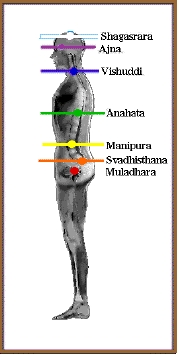
Autre technique de pseudo-médecine, l'emplacement des chakras, par certains auteurs. Tout le monde n'est pas d'accord sur ces points.

La chromathérapie, chromothérapie, chromatothérapie ou cure des couleurs est une pseudo-médecine utilisant des lumières colorées projetées sur le corps ou de façon localisée. Cette pratique prône le traitement de maux et maladies par des longueurs d'onde (« couleurs ») obtenues au travers de filtres ou autres moyens. L'efficacité de ces techniques n'ayant pas pu être prouvée, celles-ci sont considérées comme des pseudo-sciences et comme du charlatanisme,,, et ne doivent pas être confondues ou assimilées avec des méthodes à l'efficacité avérée de photothérapie.

## Histoire
Avicenne (980-1037) évoque la chromothérapie dans Qanûn. Il voit la couleur comme un élément important dans le diagnostic et le traitement médical. Il écrit que « la couleur est un symptôme de maladie observable » et il développe une charte qui relie la couleur à la température et à la condition physique du corps du patient. Son point de vue est : le rouge agite le sang, le bleu ou le blanc le refroidit et le jaune réduit la douleur musculaire et l'inflammation. 
Augustus Pleasonton (en) (1801–1894), général durant la Guerre de Sécession, publie en 1876, The Influence Of The Blue Ray Of The Sunlight And Of The Blue Color Of The Sky, à propos des effets de la couleur bleue sur la culture des plantes, l’élevage des animaux et la santé des gens.
En 1933, Dinshah P. Ghadiali (1873–1966), pilote puis colonel de l'armée américaine, publie un livre The Spectro Chromemetry Encyclopaedia, un ouvrage sur la chromothérapie. Ghadiali y affirme avoir découvert pourquoi et comment les différents rayons colorés ont divers effets thérapeutiques sur les organismes. Il croit que les couleurs représentent les puissances chimiques dans les octaves supérieures de vibration et que pour chaque organisme et système du corps, il existe une couleur particulière qui stimule et une autre qui inhibe le travail de cet organe ou système. L'écrivain scientifique Martin Gardner, dans son livre Modes et sophismes au nom de la science, décrit Ghadiali comme « peut-être le plus grand charlatan de tous ». En 1925, Ghadiali est poursuivi pour agression sexuelle d'une jeune fille de 19 ans et passe quatre ans en prison. En 1945, il est accusé d'avoir mis en vente un article mal étiqueté en violation du code pénal. Les fausses guérisons de Ghadiali sont exposées au grand jour et il est condamné à une lourde amende, ses livres et son matériel sont saisis. Il continue néanmoins, jusqu'à sa mort en 1966, à vendre ses lampes magiques,. 
Dans les années 1970, Jean-Michel Weiss dépose un brevet de générateur à permutations rapides de couleurs réalisé par la Société Sagem: le « création W color » sous la forme d'un générateur d’impulsions colorées permettant de changer de couleur jusqu’à 100 fois par seconde sur une palette de 256 variantes.

## Dérives sectaires
En 1990, la MIVILUDES dénonce comme dérive sectaire l'association Femmes Internationales Murs Brisés qui développe le "Chromassonic", appareil lumineux multicolore.
En avril 2013, la MIVILUDES dénonce à nouveau l'utilisation de la chromathérapie par un psychothérapeute radié de l'Ordre des médecins, Dominique Bourdin,.

## Critiques
En janvier 2011, le magazine Sciences et Avenir critique les travaux du Dr Christian Agrapart (neuropsychiatre et époux de Michèle Agrapart-Delmas)  et dépositaire de la marque Chromatothérapie,  élève de l'acupuncteur Jean-Claude Darras,.
Les articles de recherches publiés n'apportent pas d'éléments scientifiques suffisants pour prouver l'efficacité des pratiques de chromothérapie. Par ailleurs, les hypothèses émises dans ces travaux n'ont parfois aucun fondement en physique. Aucun mécanisme d'action des couleurs sur l'organisme autre que le mécanisme de la vision n'est scientifiquement décrit, indique Sébastien Point qui qualifie la chromothérapie (à ne pas confondre avec la luminothérapie) de « pseudo-médecine ». Ce physicien spécialiste  de la lumière bleue a également insisté sur les risques que certaines  pratiques de chromothérapie peuvent faire courir pour la santé oculaire des utilisateurs, en cas  d’utilisation de LEDs bleues pour éclairer le visage sans contrôle de la distance et de la durée d'exposition,. Dans un ouvrage paru en mai 2019, il écrit: "pour des questions de santé publique, il serait important de mettre en place des réglementations strictes pour superviser et contrôler les pratiques potentiellement dangereuses comme la chromothérapie".

## Dans la culture populaire
- 1911 : Vassily Kandinsky développe dans son livre, Du spirituel dans l’art et dans la peinture en particulier, l’effet psychologique des couleurs sur l’âme humaine et leur sonorité intérieure et jette les bases de la discipline[20].
- 1936 : Hilaire Hiler développe sa théorie du prismatarium, mettant en lien le cercle chromatique et les états psychologiques.
- 1949 : Max Lüscher, considéré comme le père de la Psychologie des couleurs et adepte de la chromathérapie, participe au choix des couleurs de la Volkswagen Coccinelle[21].
- 1967 : le peintre Claude Bellegarde, adepte de Lanza del Vasto et Georges Gurdjieff, publie un manifeste sur la chromathérapie dans la revue Opus international : n° 2, « Sémantique de la couleur», n° 3, « Le Ve congrès de psychopathologie de l’expression » et « Fonction Mythique de la Couleur dans le Cinéma »[22].
- 1978 : le graphiste Gilbert Baker crée le Drapeau arc-en-ciel de la communauté LGBT, en suivant les préceptes de la chromathérapie[23].
- 1980 : DC Comics crée le personnage de Rainbow Raider (en), de son vrai nom, Roy G. Bivolo, inspiré de la chromathérapie, ROYGBIV (en) (VIBUJOR en français).
- 2009 : Sunlighten présente chez Oprah Winfrey une cabine de sauna par infrarouge[24],[25]
- 2012 : l'artiste canadien Ken Lum (en) met en relation des couleurs traduisant la psychologie humaine[26] tandis que le publicitaire et romancier Jean-Gabriel Causse, détermine les couleurs thérapeutiques de l'Hôpital Salvator, pédopsychiatrique de Marseille dirigé par David de Fonseca et Marcel Rufo[27],[28],[29].